# Tapisseries d'Alexandre le Grand

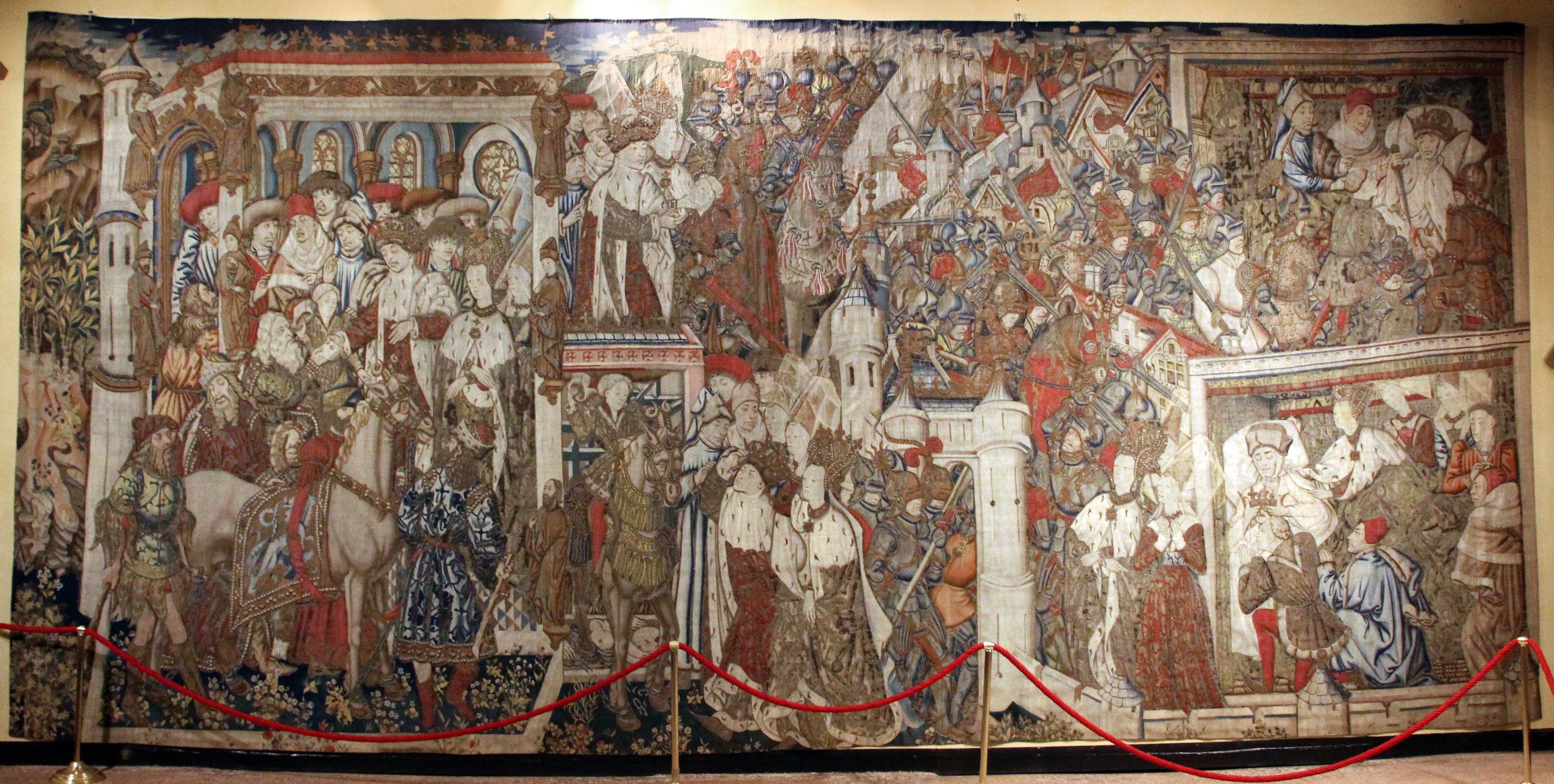
Jeunesse d'Alexandre

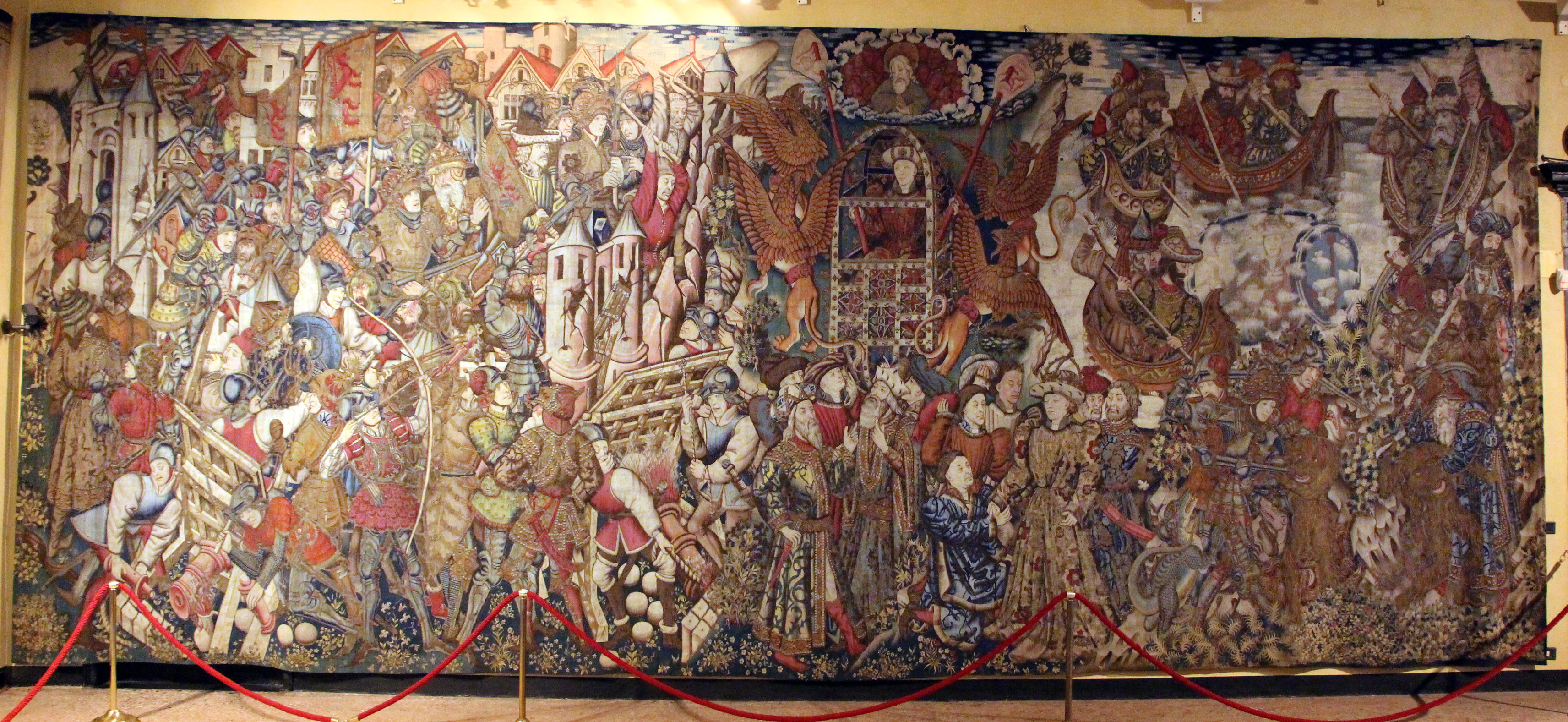
La Maturité d'Alexandre : l'ascension au paradis sur un engin volant tiré par des griffons

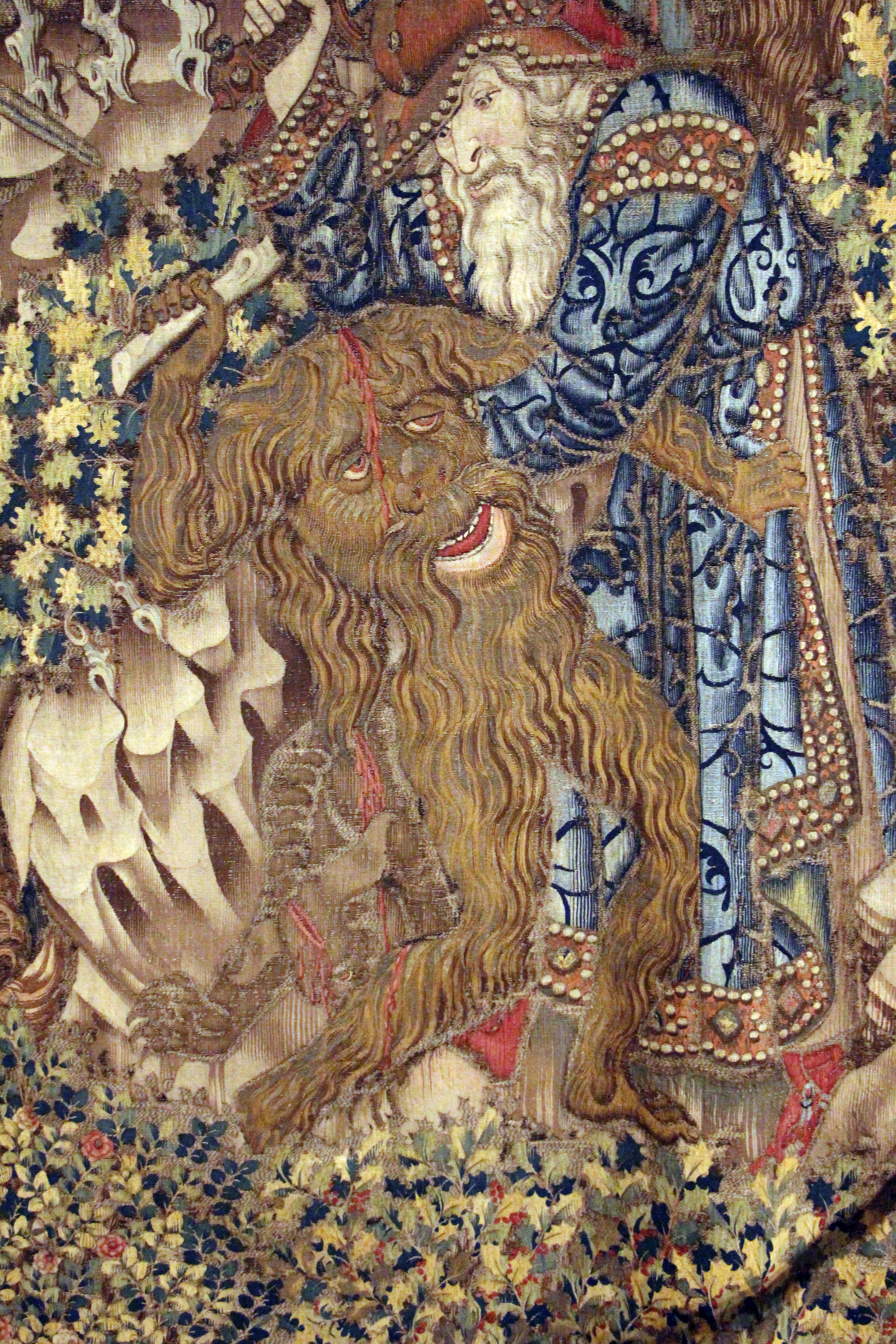
Maturité d'Alexandre, détail

Les tapisseries d'Alexandre le Grand sont deux œuvres d'art textile de la seconde moitié du XVe siècle, de fabrication flamande, conservées dans la Villa del Principe à Gênes. Leur thème est centré sur les actes d'Alexandre le Grand, selon la tradition littéraire du Roman d'Alexandre, d'origine grecque, qui connut un grand succès dans la littérature du Moyen Âge.

## Description
La première tapisserie (Jeunesse d'Alexandre) raconte les faits et gestes de la jeunesse macédonienne. La seconde (Maturité d'Alexandre), se concentre sur les entreprises de l'Orient aux confins de l'Empire. Le programme iconographique puise dans les épisodes féériques de la tradition.
Les deux tapisseries, de très haute facture et de dimensions imposantes, ont été tissées (selon l'hypothèse d'Aby Warburg) dans la ville flamande de Tournai, dans une période comprise entre la fin des années 1450 et le dernier quart du XVe siècle. Toujours selon Warburg, la transposition du cycle narratif du Roman d'Alexandre sur la tapisserie a été réalisée pour Charles le Téméraire (ou sur sa commande).
Le texte littéraire qui a inspiré les tapisseries est issu de l'aire littéraire bourguignonne : pour être précis, la version du Roman d'Alexandre prise comme référence est celle créée en 1440 par l'écrivain et traducteur Jean Wauquelin, grand intellectuel figure de la cour du duché de Bourgogne. Selon l'hypothèse d'Aby Warburg, les traits d'Alexandre reproduiraient ceux de Charles le Téméraire.
D'un point de vue culturel, l'identification entre les figures des deux dirigeants crée un épisode de réception de l'Antiquité qui a des caractéristiques de singularité d'un point de vue stylistique : en effet, même en pleine époque humaniste, la narration iconographique résiste à l'« épuration » de la tradition sur Alexandre le Grand, accomplie par la sensibilité humaniste sur les éléments fantastiques considérés (en l'occurrence à tort) comme l'héritage du goût et d'une interprétation médiévales. Au lieu de cela, l’œuvre s'attarde sur des « thèmes chevaleresques et [...] des styles gothiques internationaux, selon un goût encore courtois, manifestement à l'origine de la révolution artistique et culturelle de l'époque ». Parmi les épisodes fantastiques, de « goût » médiéval persistant, il y a aussi le fameux Vol d'Alexandre, dans lequel le Macédonien s'élance en vol porté par quelques griffons (ici au nombre de 4, contre les 2 de l'iconographie traditionnelle), thème figuratif qui avait connu un succès considérable à la fin du Moyen Âge, succès voué cependant à décliner avec l'affirmation de la nouvelle sensibilité humaniste.

## Destination
Les tapisseries ont été données au prince Doria par Charles Quint, empereur romain germanique.
Le placement des œuvres à Gênes, dans la villa du Prince Doria (villa del Principe), remonte aux années 2000. Auparavant, les deux tapisseries étaient conservées à la galerie Doria-Pamphilj à Rome.